# Pilosana stylata
Pilosana stylata är en insektsart som beskrevs av Nielson 1992. Pilosana stylata ingår i släktet Pilosana och familjen dvärgstritar. Inga underarter finns listade i Catalogue of Life.